# کلیسای سن-سولپیس
کلیسای سن-سولپیس (فرانسوی: Saint-Sulpice‎) یک کلیسای کاتولیک در شهر پاریس، فرانسه است.
این کلیسا که ساخت آن در سال ۱۸۷۰ تمام شده‌است دارای ۲ برج به ارتفاع ۷۳ و ۶۸ متر می‌باشد.

## تاریخچه
کلیسای کنونی دومین ساختمان در محل است که بر فراز یک کلیسای رومانسک که در اصل در طول قرن ۱۳ ساخته شده‌است. اضافات در طول قرن‌ها، تا سال ۱۶۳۱ انجام شد. ساختمان جدید در سال ۱۶۴۶ توسط کشیش پریش ژان ژاک اولیر (۱۶۰۸–۱۶۵۷) که انجمن سن سولپیس - جماعت روحانی - و یک حوزه علمیه متصل به کلیسا را تأسیس کرده بود، تأسیس شد. آن اتریش اولین سنگ را گذاشت.
ساخت‌وساز در سال ۱۶۴۶ به طرح‌هایی آغاز شد که در سال ۱۶۳۶ توسط کریستف گامارد ایجاد شده بود اما فروند دخالت کرد و تنها کلیسای کوچک لیدی تا سال ۱۶۶۰ ساخته شده بود، زمانی که دانیل گیتارد طراحی عمومی جدیدی را برای بیشتر کلیسا فراهم کرد. پس از آن ساخت‌وساز برای کمبود بودجه متوقف شد.

### غرب نما
در سال ۱۷۳۲ مسابقه‌ای برای طراحی نمای غرب برگزار شد که توسط سرواندونی برنده شد که از ارتفاع ورودی کلیسای جامع سنت پل کریستوفر رن در لندن الهام گرفته بود.نقشه تورگوت پاریس در سال ۱۷۳۹ کلیسا را بدون برج ناقوس عبوری اوپنورد نشان می‌دهد، اما با نمای شجره‌نامه سرواندونی بیشتر کامل است که هنوز فاقد دو برج آن است.
در زمان مرگش در سال ۱۷۶۶، کار توسط دیگران ادامه یافت، در درجه اول اودوت د ماکلارین مبهم که برج‌های دوقلو را به طراحی سرواندونی نصب کرد. ژان چالگرین مردمک سروندونی برج شمالی (۱۷۷۷–۱۷۸۰) را بازسازی کرد و آن را بلندتر کرد و طراحی باروک سرواندونی را به طرحی که نئوکلاسیک‌تر بود اصلاح کرد اما انقلاب فرانسه دخالت کرد و برج جنوبی هرگز جایگزین آن نشد. کلیسای کوچک زیر برج‌ها را نیز طراحی کرد.

## نگارخانه

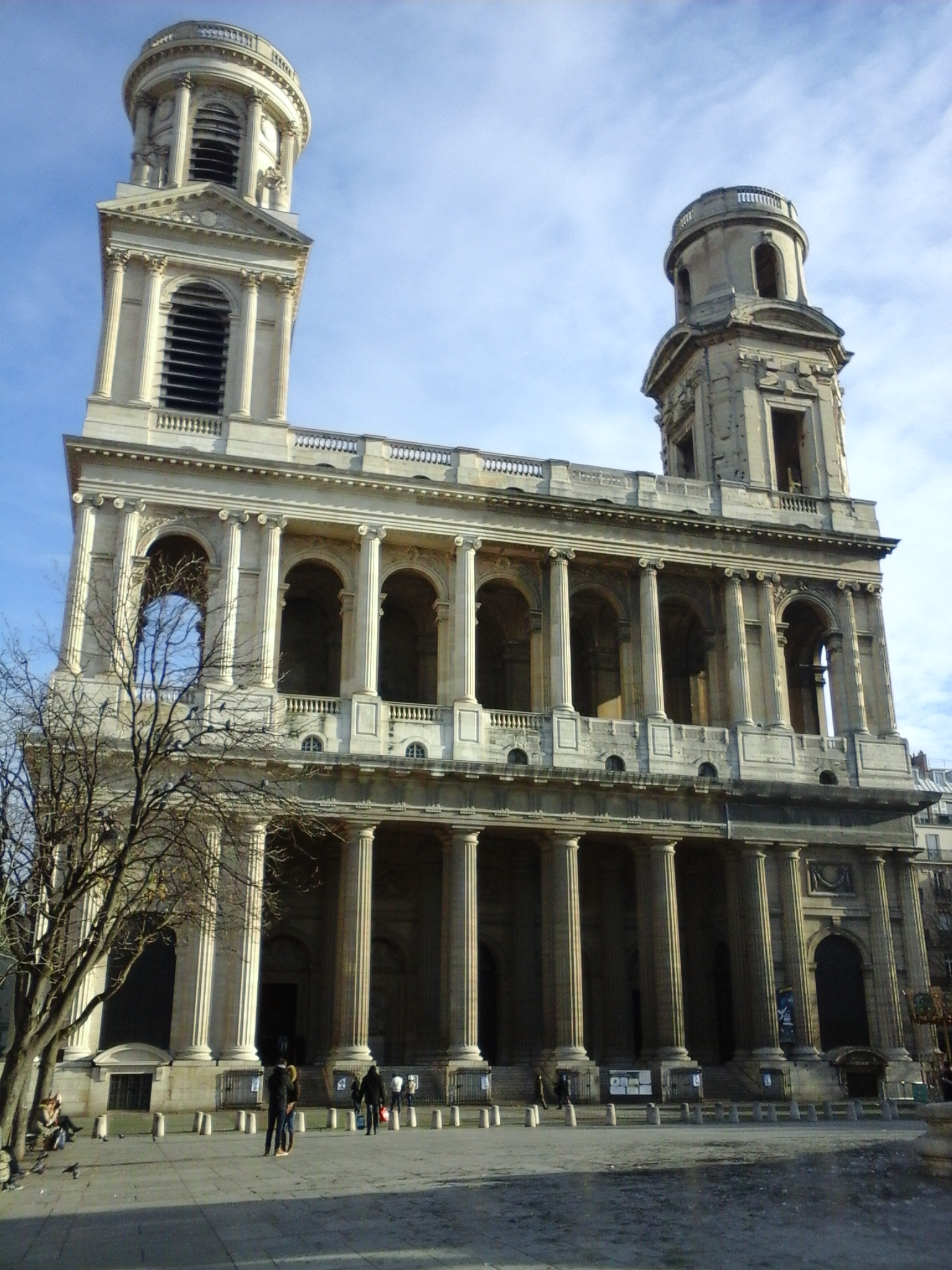
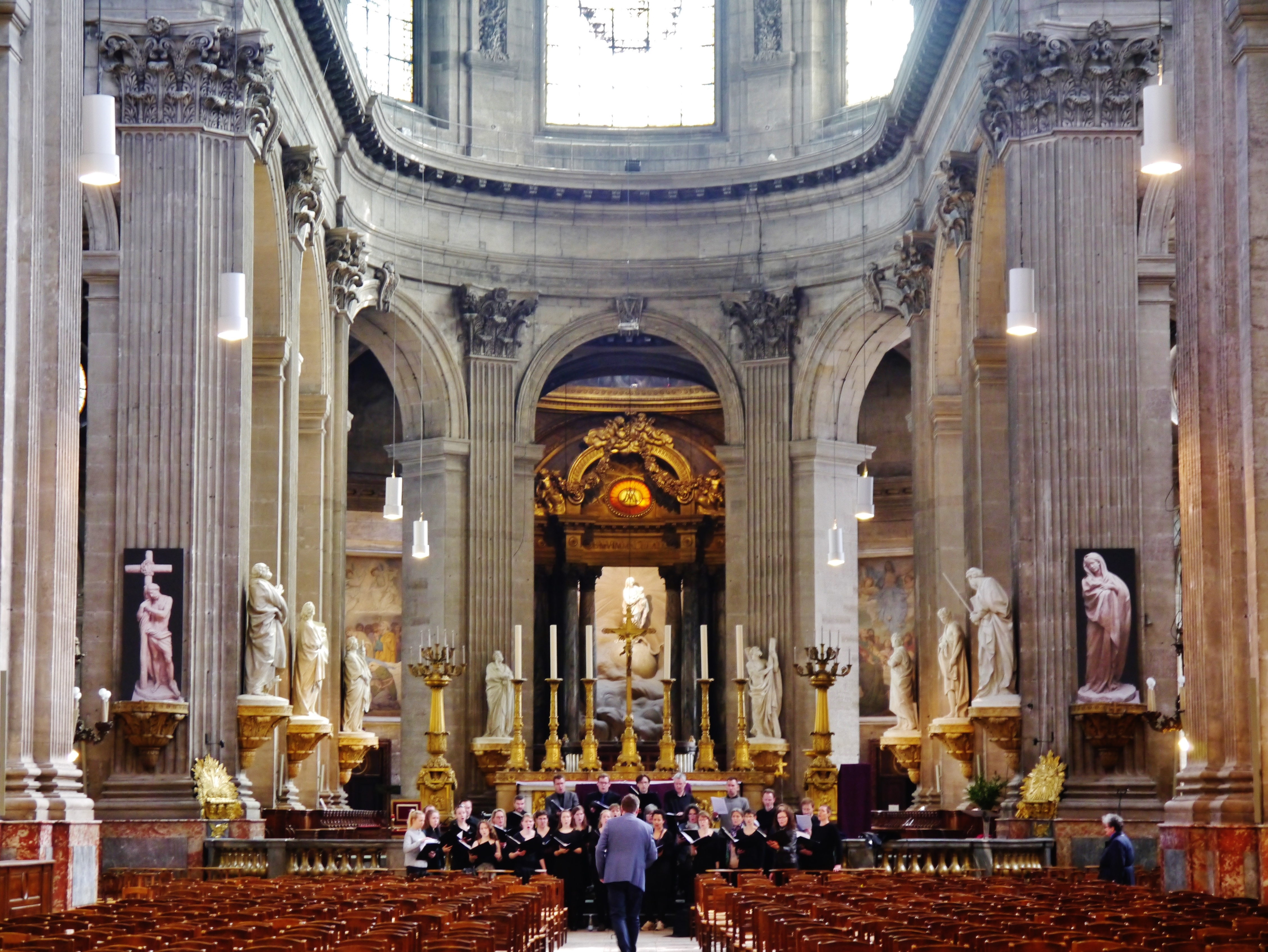
شبستان
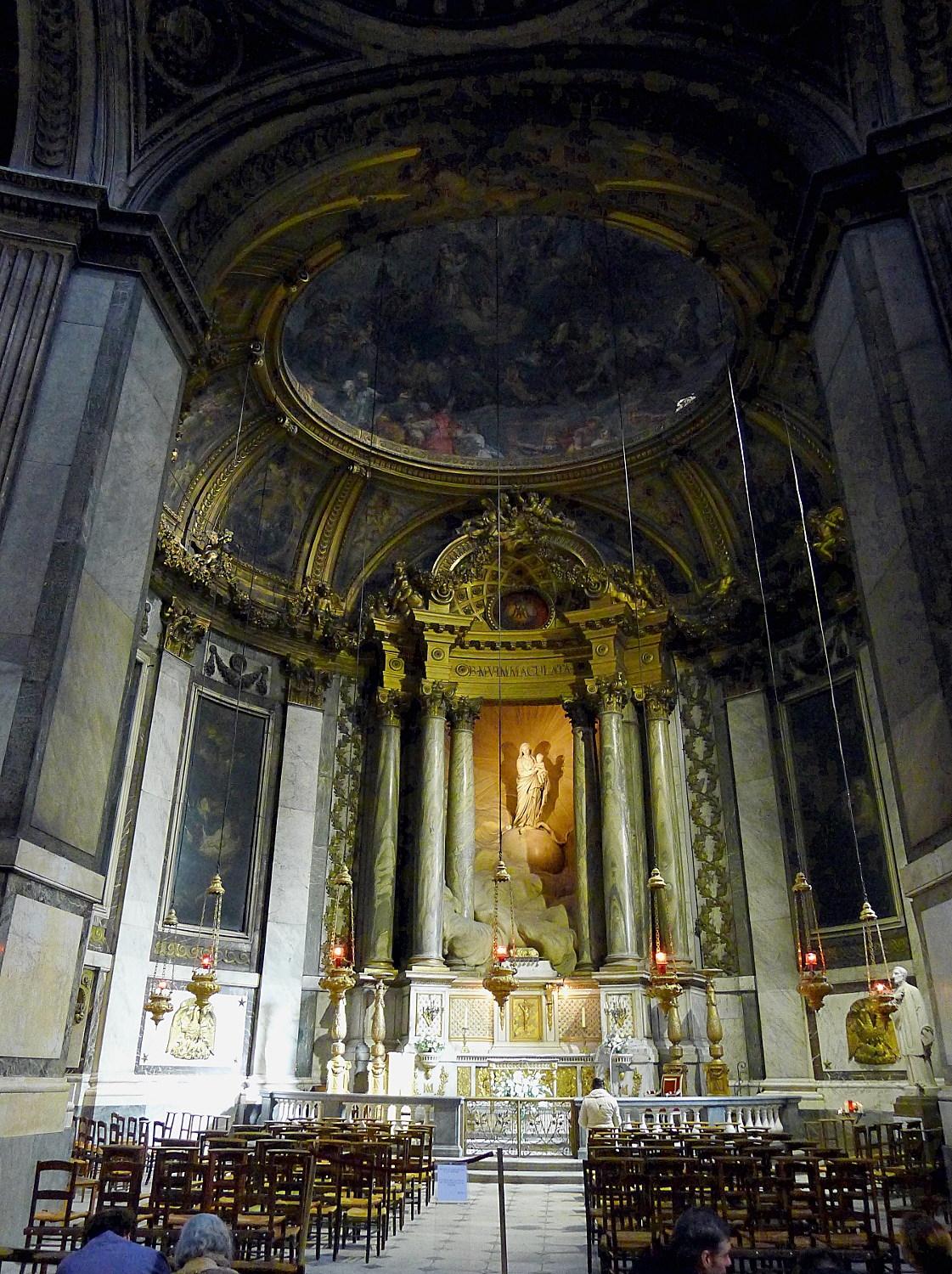
نمازخانه
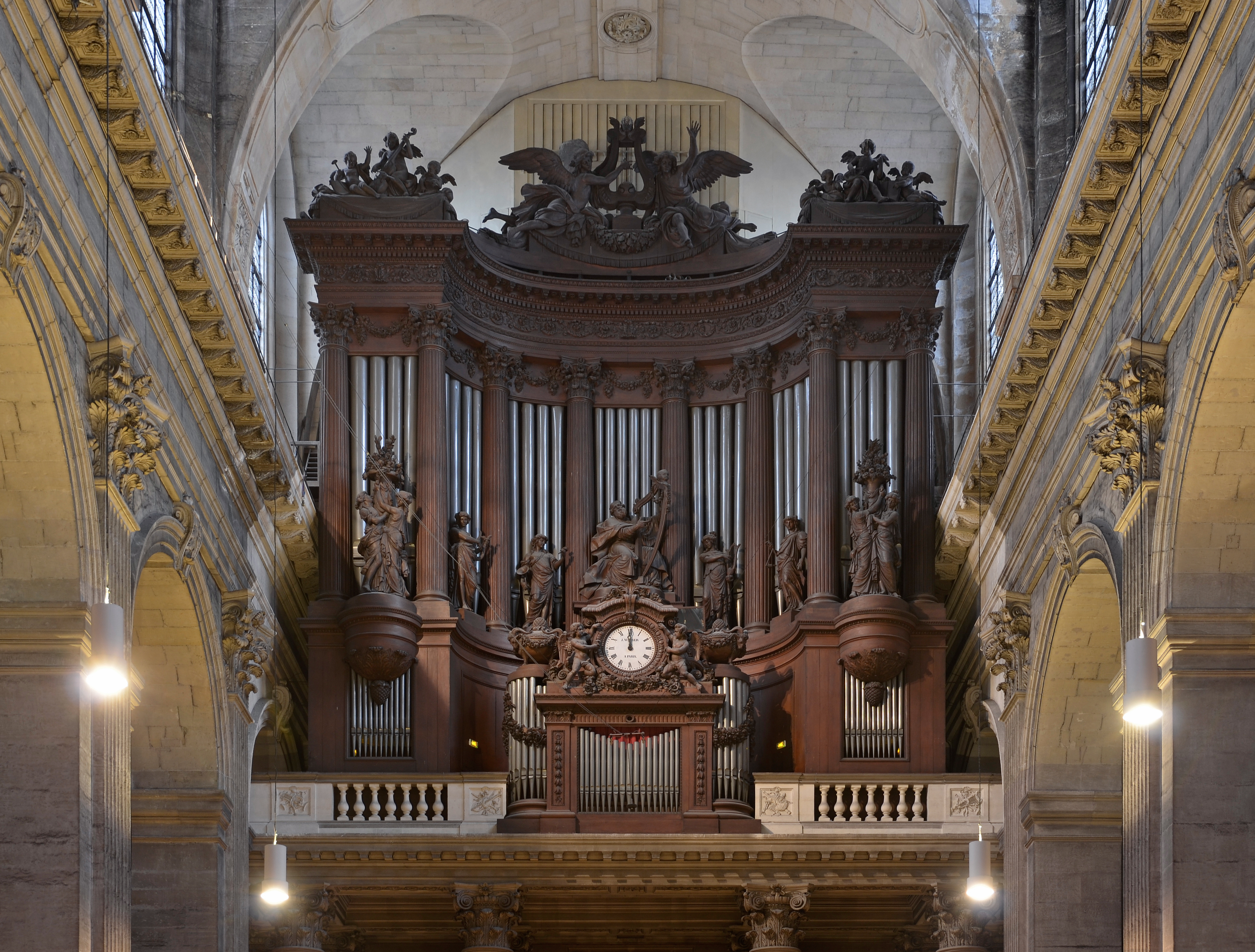